# Всетин
Всетин (чеш. Vsetín) град је у Чешкој Републици, у оквиру историјске покрајине Моравске. Всетин је трећи по величини град управне јединице Злински крај, у оквиру којег је седиште засебног округа Всетин.

## Географија
Всетин се налази у источном делу Чешке републике. Град је удаљен од 330 km југоисточно од главног града Прага, а од првог већег града, Брна, 130 km источно.
Всетин се налази у области источне Моравске, у делу који је познат као Всетинска Влашка. Надморска висина града је око 350 m. Град је смештен у уској долини реке Всетинске Бечве, која се низводно улива у већу реку Мораву. Око града издижу се Мали Карпати.

## Историја
Подручје Всетина било је насељено још у доба праисторије. Насеље под данашњим називом први пут се у писаним документима спомиње 1297. године, а насеље је 1505. године добило градска права.
1919. године Всетин је постао део новоосноване Чехословачке. У време комунизма град је нагло индустријализован. После осамостаљења Чешке дошло је до опадања активности тешке индустрије и до проблема са преструктурирањем привреде.

## Становништво
Всетин данас има око 28.000 становника и последњих година број становника у граду опада. Поред Чеха у граду живе и Словаци и Роми.

## Партнерски градови
- Фрајтал
- Велетри
- Медлинг

## Галерија
- Градска кућа
- Всетински замак
- Градска опсерваторија